# 利馬班巴區
6°28′01″S 77°28′01″W / 6.46694°S 77.46694°W
利馬班巴區（西班牙語：Distrito de Limabamba），是秘魯的一個區，位於該國北部亞馬遜大區的羅德里格斯德門多薩省，始建於1932年10月31日，面積317.9平方公里，海拔高度1,680米，2005年人口2,440，人口密度每平方公里7.7人。